# Нема ништа мајко од твога весеља
Нема ништа мајко од твога весеља је двадесет пети музички албум српског певача Шабана Шаулића. Објављен је 2001. године за Гранд продукцију на компакт диск формату и аудио касети, а на њему се налази десет песама.

## Песме
| Бр. | Назив песме                      | Трајање |
| --- | -------------------------------- | ------- |
| 1.  | Ено, ено                         | 04:15   |
| 2.  | Нема ништа мајко од твога весеља | 02:56   |
| 3.  | Необична као ти                  | 03:38   |
| 4.  | Елена                            | 02:51   |
| 5.  | Само нека Ћира свира             | 03:25   |
| 6.  | Моја малена                      | 03:27   |
| 7.  | Пати, вени к'о сви остављени     | 03:23   |
| 8.  | Сејо моја                        | 03:03   |
| 9.  | Срце си ми украла                | 03:24   |
| 10. | Ана                              | 03:46   |